# سيلفيا تشيسمان
سيلفيا تشيسمان (بالإنجليزية: Sylvia Cheeseman) (و. 1929  م) هي منافسة ألعاب القوى بريطانية، شاركت في الألعاب الأولمبية الصيفية 1952، والألعاب الأولمبية الصيفية 1948.

## روابط خارجية
- سيلفيا تشيسمان على موقع اللجنة الأولمبية الدولية (الإنجليزية)
- سيلفيا تشيسمان على موقع أوليمبيديا (الإنجليزية)
- سيلفيا تشيسمان على موقع اللجنة الأولمبية البريطانية (الإنجليزية)
- سيلفيا تشيسمان على موقع اتحاد ألعاب الكومنولث (مؤرشف) (الإنجليزية)